# Lexington, Mississippi
Lexington là một thành phố thuộc quận Holmes, tiểu bang Mississippi, Hoa Kỳ. Năm 2010, dân số của thành phố này là 1 731 người.

## Dân số
- Dân số năm 2000: 2 021 người.
- Dân số năm 2010: 1 731 người.